# 门口村 (章丘市)
门口村,中华人民共和国山东省济南市章丘市水寨镇所辖的一个行政村。总人口1431，其中男性705人，女性726人；农业户口1404人，非农业人口27人；18岁以下人口328人，18-35岁人口363人，35-60岁人口545人，60岁以上人口195人（2006年）。耕地面积180公顷（2006年）。行政区划代码370181106213。